# Capensibufo tradouwi
A Capensibufo tradouwi (Tradouw-hegyivarangy) a kétéltűek (Amphibia) osztályába, a békák (Anura) rendjébe és a varangyfélék (Bufonidae) családjába tartozó faj.
A faj Dél-afrikai Köztársaságban honos. 1926-ban fedezték fel. Kedveli a vizek körül található bozótos területeket és a friss vizű folyókat, mocsarakat. A faj veszélyben lehet az idegen fajok elszaporodásától, a gyakori tűzvészektől és az ember térhódítása miatt.